# Bartolo, as de los vagos
Bartolo, as de los vagos fue una serie de historietas autoconclusivas creada en 1950 por Palop para la revista "Jaimito" de la Editorial Valenciana, una de las más populares de la publicación.

## Trayectoria editorial
Bartolo comenzó como una simple tira, pero pasó luego a compartir una página con otra serie de Palop, El abuelo, hasta que finalmente dispuso de una página entera para ella sola. 
A partir de 1991, en el número 70 de "Camacuc", Palop serializó una versión en valenciano de su historieta con el título inicial de Bertomeu, l'as dels ganduls.

## Argumento y personajes
Bartolo es la encarnación de una cualidad, la vagancia, como lo da a entender su propia iconografía: Postura encorvada, manos en los bolsillos, cigarrillo en los labios, ojos entrecerrados y boina. Todas sus historias narran sus intentos por evitar cualquier tarea y poder seguir durmiendo la siesta.
A mediados de los sesenta, Bartolo aparece empleado en una oficina, con compañeros como Chivatini.

## Valoración
Bartolo es el prototipo del vago dentro del tebeo clásico español por encima de otros personajes, como Leopoldo Vaguete (1959) de Beltrán, Vagancio (1953) de Cifré o el Pepón de Los señores de Alcorcón y el holgazán de Pepón (1959). No conoce, sin embargo, la frustración característica de la escuela Bruguera, dado que, como explica Antonio Altarriba, carece de aspiraciones.
En la historieta de la serie Astérix El escudo arverno, de 1967 y publicada en álbum en 1968, hay un personaje de legionario muy perezoso llamado en español Magnificus (en francés, Caius Joligibus), y de aspecto y personalidad muy parecidos a los de Bartolo.